# شینو کاکینوما
شینو کاکینوما (انگلیسی: Shino Kakinuma; ۲۷ اکتبر ۱۹۶۵ – ) صداپیشه اهل ژاپن بود.